# Asasp-Arros
Asasp-Arros är en kommun i departementet Pyrénées-Atlantiques i regionen Nouvelle-Aquitaine i sydvästra Frankrike. Kommunen ligger i kantonen Oloron-Sainte-Marie-Ouest som tillhör arrondissementet Oloron-Sainte-Marie. År 2022 hade Asasp-Arros 492 invånare.

## Befolkningsutveckling
Antalet invånare i kommunen Asasp-Arros
| Referens: INSEE |